# Villa Spada al Gianicolo
Villa Spada al Gianicolo, detta anche villa Nobili Spada o semplicemente villa Spada, è una villa di Roma situata in via Giacomo Medici, al rione Trastevere, sul Gianicolo.

## Storia
La villa fu costruita nel 1639 dall'architetto Francesco Baratta su incarico di Vincenzo Nobili. Il nome di Villa Spada appare per la prima volta nella Mappa del Nolli, del 1748, in cui si osserva che la proprietà era attraversata longitudinalmente da due vicoli diritti ed è già presente il palazzo del principe Giuseppe Spada Veralli. Nel 1849, l'edificio divenne sede del comando di Giuseppe Garibaldi durante la Repubblica Romana dopo che la precedente sede, nella Villa Savorelli, era stata distrutta dai cannoni francesi.
La villa era difesa dai bersaglieri della Divisione Lombarda, comandati dal colonnello Luciano Manara, di soli 24 anni, eroe delle Cinque giornate di Milano e in seguito capo di stato-maggiore di Garibaldi. Nella notte tra il 29 e il 30 giugno, i francesi iniziarono l'attacco decisivo al sito: questa volta fu Villa Spada ad essere demolita dai bombardamenti.
I francesi furono inizialmente respinti da un contrattacco guidato da Manara e Garibaldi, ma tornarono in forze e riuscirono a superare i difensori.
La villa fu devastata dalle cannonate e dal fuoco della fanteria. Manara fu ucciso da un colpo di carabina, ma i suoi bersaglieri continuarono a resistere. Lo stesso giorno, l'Assemblea della Repubblica Romana ordinò la resa.

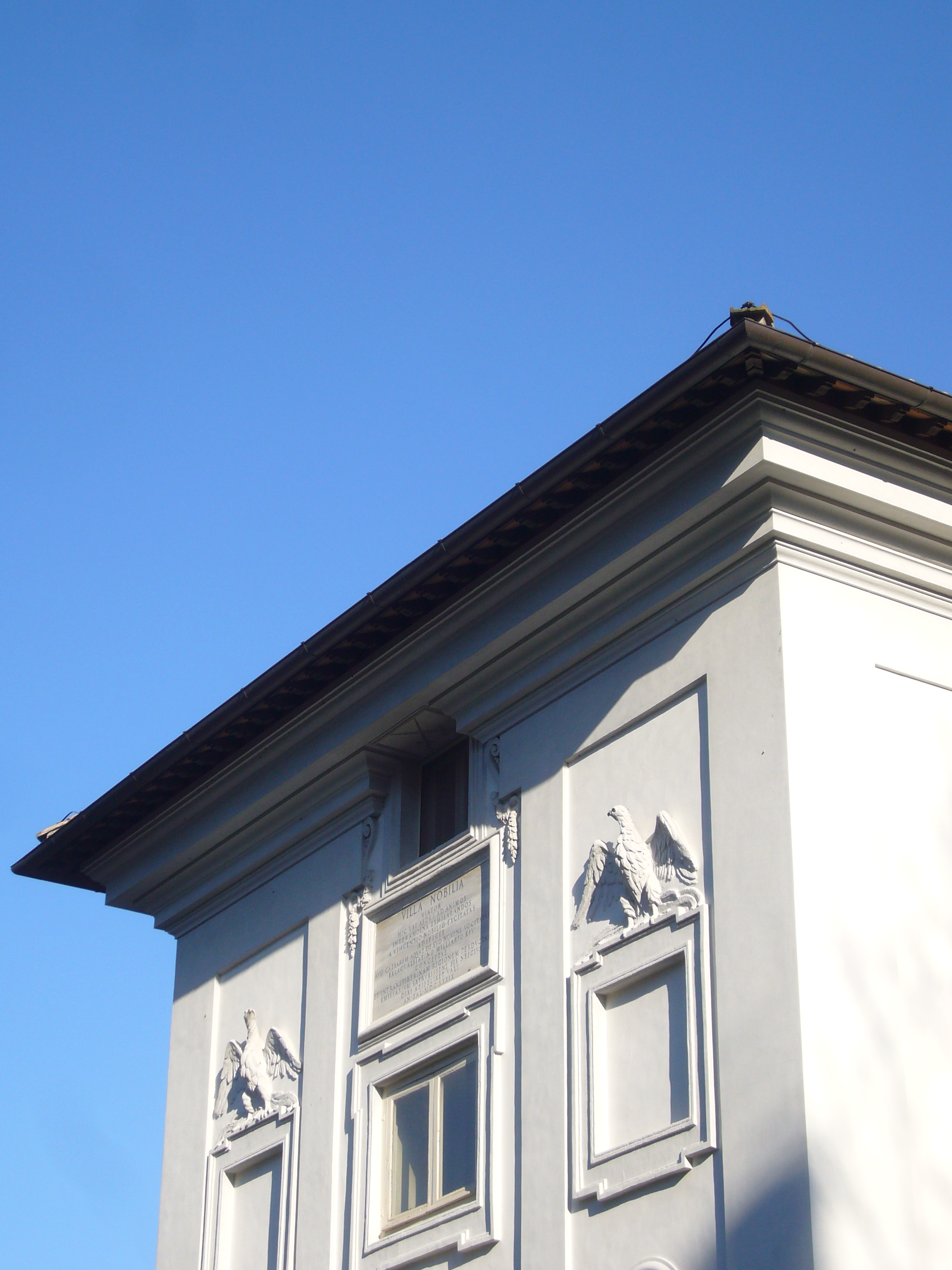
L'attico

La villa fu ricostruita secondo i disegni originali intorno al 1900, a opera di Arturo Pazzi:
la facciata di colore chiaro contrasta con la decorazione in pietra scura ed è preceduta da una scala ad arco con gradini ai due lati e una piccola fontana a forma di conchiglia al centro. La scala conduce all'ingresso principale, una porta con traveazione, sormontata da uno stemma, e fiancheggiata nella parte inferiore della facciata da due finestre sovrastate ognuna da un ovale. Al piano superiore ci sono due cornici quadrate e ancora sopra due aquile
Nell'attico, tra le due aquile c'è un'iscrizione in latino che recita:
( )
L'iscrizione fa riferimento ad alcuni arche dell'Aqua Alsietina (oggi perduta) che presero l'acqua per una naumachia svoltasi a Trastevere:
(Res gestae divi Augusti, 23)
Nel 1939 fu eseguito un nuovo restauro sotto la guida di Tullio Rossi e, nel 1946, la villa fu acquistata dal governo dell'Repubblica di Irlanda per ospitare l'ambasciata presso la Santa Sede. Dal 2012 è sede dell'Ambasciata d'Irlanda in Italia.